# Відбірковий турнір до чемпіонату Європи з футболу серед молодіжних команд 2011. Група 1
Група 1 у відбірковому турнірі, в якій брали участь молодіжні збірні таких країн, як Росія, Румунія, Молдова, Латвія, Фарерські острови і Андорра.

## Турнірна таблиця
| Команда           | І  | В | Н | П | ГЗ | ГП | РГ  | О  |
| ----------------- | -- | - | - | - | -- | -- | --- | -- |
| Румунія           | 10 | 8 | 1 | 1 | 23 | 6  | +17 | 25 |
| Росія             | 10 | 7 | 1 | 2 | 22 | 6  | +16 | 22 |
| Молдова           | 10 | 4 | 2 | 4 | 9  | 13 | -4  | 14 |
| Латвія            | 10 | 4 | 1 | 5 | 16 | 15 | +1  | 13 |
| Фарерські острови | 10 | 3 | 2 | 5 | 8  | 16 | -8  | 11 |
| Андорра           | 10 | 0 | 1 | 9 | 3  | 25 | -22 | 1  |

Кваліфікація
- Румунія, посівши перше місце у групі, забезпечила собі місце у плей-оф кваліфікації.
- Росія, Молдова, Латвія і Фарерські острови вибули.
- Андорра посіла останнє місце у групі.

## Матчі
| 28 травня 2009 17:00 CET |

| Румунія                        | 2:0        | Андорра |
| ------------------------------ | ---------- | ------- |
| Гінджовяну 63 (пен.)' Ганя 73' | Звіт матчу |         |

| Франциск фон Нейман, Арад Арбітр: Гедимінас Мажейка ( Литва) |

| 1 квітня 2009 15:00 CET |

| Росія                                            | 4:0        | Андорра |
| ------------------------------------------------ | ---------- | ------- |
| Іонов 14' Рижов 21' Мамаєв 33' (пен.) Козлов 88' | Звіт матчу |         |

| Кубань, Краснодар Арбітр: Теро Ніємінен ( Фінляндія) |

| 6 червня 2009 17:00 CET |

| Латвія                                              | 4:0        | Андорра |
| --------------------------------------------------- | ---------- | ------- |
| Гаурач 41' (пен.) Руднєвс 70' Ругінс 74' Жулєвс 90' | Звіт матчу |         |

| Сконто, Рига Арбітр: Арарат Тшагарян ( Вірменія) |

| 6 червня 2009 20:00 CET |

| Фарерські острови | 0:4        | Румунія                                   |
| ----------------- | ---------- | ----------------------------------------- |
|                   | Звіт матчу | Русеску 14', 56' Гінджовяну 36' Торже 67' |

| Гундадалур, Торсгавн Арбітр: Річард Трутц ( Словаччина) |

| 9 червня 2009 20:00 CET |

| Фарерські острови | 1:0        | Росія |
| ----------------- | ---------- | ----- |
| Едмундссон 1'     | Звіт матчу |       |

| Гундадалур, Торсгавн Арбітр: Алан Блек ( Північна Ірландія) |

| 12 червня 2009 17:30 CET |

| Андорра | 0:2        | Румунія                   |
| ------- | ---------- | ------------------------- |
|         | Звіт матчу | Геман 8 (пен.)' Торже 64' |

| Комуналь д'Андорра-ла-Велья, Андорра-ла-Велья Арбітр: Павле Радованович ( Чорногорія) |

| 12 серпня 2009 18:00 CET |

| Молдова    | 1:0        | Латвія |
| ---------- | ---------- | ------ |
| Йоніце 59' | Звіт матчу |        |

| Шериф, Тирасполь Арбітр: Леван Кварацхелія ( Грузія) |

| 5 вересня 2009 16:00 CET |

| Фарерські острови | 1:1        | Молдова       |
| ----------------- | ---------- | ------------- |
| Якобсен 36'       | Звіт матчу | Сидоренко 24' |

| Гундадалур, Торсгавн Арбітр: Радек Прігода ( Чехія) |

| 5 вересня 2009 17:30 CET |

| Латвія | 0:4        | Росія                                                  |
| ------ | ---------- | ------------------------------------------------------ |
|        | Звіт матчу | Казура 17 (авт.)' Яковлєв 28' Рижов 48' Горбатенко 54' |

| Даугава, Лієпая Арбітр: Бюлент Їлдирим ( Туреччина) |

| 8 вересня 2009 15:30 CET |

| Андорра | 0:4        | Росія                                           |
| ------- | ---------- | ----------------------------------------------- |
|         | Звіт матчу | Горбатенко 17' Рижов 26' Смолов 47' Гатагов 84' |

| Комуналь д'Андорра-ла-Велья, Андорра-ла-Велья Арбітр: Никола Дабанович ( Чорногорія) |

| 8 вересня 2009 19:00 CET |

| Румунія                     | 3:0        | Молдова |
| --------------------------- | ---------- | ------- |
| Торже 12', 48' Окіроший 15' | Звіт матчу |         |

| Йон Облеменко, Крайова Арбітр: Юнус Їлдирим ( Туреччина) |

| 9 вересня 2009 14:00 CET |

| Фарерські острови | 1:3        | Латвія               |
| ----------------- | ---------- | -------------------- |
| Поульсен 38'      | Звіт матчу | Гаурачс 1', 20', 44' |

| Гундадалур, Торсгавн Арбітр: Крістоф Вірант ( Бельгія) |

| 9 жовтня 2009 17:30 CET |

| Латвія                             | 5:1        | Румунія            |
| ---------------------------------- | ---------- | ------------------ |
| Руднєв 30' 85' Гаурачс 39' 63' 66' | Звіт матчу | Торже 90+4 (пен.)' |

| Даугава, Рига Арбітр: Сокол Яреці ( Албанія) |

| 10 жовтня 2009 14:00 CET |

| Росія                   | 2:0        | Фарерські острови |
| ----------------------- | ---------- | ----------------- |
| Рижов 21' Салугін 90+2' | Звіт матчу |                   |

| Арена Хімки, Хімки Арбітр: Владо Свилокос ( Хорватія) |

| 10 жовтня 2009 16:00 CET |

| Молдова    | 1:0        | Андорра |
| ---------- | ---------- | ------- |
| Богдан 41' | Звіт матчу |         |

| Шериф, Тирасполь Арбітр: Фаріз Юсіфов ( Азербайджан) |

| 13 жовтня 2009 13:00 CET |

| Румунія                          | 3:0        | Фарерські острови |
| -------------------------------- | ---------- | ----------------- |
| Бікфалві 5' Ганя 39' Йонеску 58' | Звіт матчу |                   |

| Муніципальний, Ботошані Арбітр: Ніколай Йорданов ( Болгарія) |

| 14 жовтня 2009 14:00 CET |

| Росія                       | 3:1        | Молдова      |
| --------------------------- | ---------- | ------------ |
| Кокорін 5' 41' Баляйкін 38' | Звіт матчу | Ворнішел 62' |

| Арена Хімки, Хімки Арбітр: Люк Ваутерс ( Бельгія) |

| 14 листопада 2009 13:00 CET |

| Румунія                                | 4:1        | Латвія         |
| -------------------------------------- | ---------- | -------------- |
| Сбурля 10' Костя 28' Папп 43' Хора 82' | Звіт матчу | Тарасовс 90+1' |

| Муніципальний, Бузеу Арбітр: Річард Лісвельд ( Нідерланди) |

| 14 листопада 2009 13:00 CET |

| Молдова | 0:3        | Росія                                      |
| ------- | ---------- | ------------------------------------------ |
|         | Звіт матчу | Баляйкін 17' Мамаєв 28' Гатагов 89 (пен.)' |

| Шериф, Тирасполь Арбітр: Ніколай Воллькварц ( Данія) |

| 18 листопада 2009 13:00 CET |

| Латвія | 0:1        | Фарерські острови |
| ------ | ---------- | ----------------- |
|        | Звіт матчу | Едмундсон 55'     |

| Даугава, Рига Арбітр: Кері Річардс ( Уельс) |

| 21 листопада 2009 15:00 CET |

| Андорра     | 1:1        | Фарерські острови |
| ----------- | ---------- | ----------------- |
| Мадейра 51' | Звіт матчу | Едмундсон 55'     |

| Комуналь д'Андорра-ла-Велья, Андорра-ла-Велья Арбітр: Габріеле Россі ( Сан-Марино) |

| 3 березня 2010 15:00 CET |

| Андорра    | 1:3        | Молдова                  |
| ---------- | ---------- | ------------------------ |
| Вієйра 62' | Звіт матчу | Патраш 10' Дєдов 11' 45' |

| Комуналь д'Андорра-ла-Велья, Андорра-ла-Велья Арбітр: Маріо Влк ( Словаччина) |

| 11 серпня 2010 12:00 CET |

| Росія         | 2:1        | Латвія             |
| ------------- | ---------- | ------------------ |
| Дзюба 18' 65' | Звіт матчу | Турковс 55 (пен.)' |

| Петровський, Санкт-Петербург Арбітр: Тамаш Богнар ( Угорщина) |

| 11 серпня 2010 15:00 CET |

| Молдова | 0:1        | Румунія         |
| ------- | ---------- | --------------- |
|         | Звіт матчу | Ганя 23 (пен.)' |

| Шериф, Тирасполь Арбітр: Стеліос Трифонос ( Кіпр) |

| 11 серпня 2010 20:00 CET |

| Фарерські острови                       | 3:1        | Андорра    |
| --------------------------------------- | ---------- | ---------- |
| Камбан 51' Бальдвінссон 74' Якобсен 89' | Звіт матчу | Бланко 32' |

| Гундадалур, Торсгавн Арбітр: Віталій Годулян ( Україна) |

| 3 вересня 2010 16:30 CET |

| Румунія                          | 3:0        | Росія |
| -------------------------------- | ---------- | ----- |
| Бікфалві 27' Сбурля 37' Хора 86' | Звіт матчу |       |

| Муніципальний, Ботошані Арбітр: Іржи Єх ( Чехія) |

| 4 вересня 2010 15:30 CET |

| Андорра | 0:1        | Латвія    |
| ------- | ---------- | --------- |
|         | Звіт матчу | Дубра 14' |

| Комуналь д'Андорра-ла-Велья, Андорра-ла-Велья Арбітр: Ліран Ліані ( Ізраїль) |

| 4 вересня 2010 16:00 CET |

| Молдова    | 1:0        | Фарерські острови |
| ---------- | ---------- | ----------------- |
| Йоніце 80' | Звіт матчу |                   |

| Шериф, Тирасполь Арбітр: Владо Глодович ( Сербія) |

| 7 вересня 2010 16:30 CET |

| Латвія        | 1:1        | Молдова      |
| ------------- | ---------- | ------------ |
| Беспаловс 80' | Звіт матчу | Ворнішел 35' |

| Даугава, Рига Арбітр: Стівен Маклін ( Шотландія) |

| 7 вересня 2010 17:00 CET |

| Росія | 0:0        | Румунія |
| ----- | ---------- | ------- |
|       | Звіт матчу |         |

| Петровський, Санкт-Петербург Арбітр: Стюарт Аттвелл ( Англія) |

## Бомбардири
Всього було забито 81 гол за 30 ігор, в середньому 2,7 гола за гру.
| Поз. | Гравець               | Країна            | Голи |
| ---- | --------------------- | ----------------- | ---- |
| 1    | Едгарс Гаурачс        | Латвія            | 7    |
| 2    | Габріел Торже         | Румунія           | 5    |
| 3    | Дмитро Рижов          | Росія             | 4    |
| 4    | Йоан Едмундсон        | Фарерські острови | 3    |
| 4    | Артемс Руднєвс        | Латвія            | 3    |
| 4    | Лівіу Ганя            | Румунія           | 3    |
| 7    | Крістоффур Якобсен    | Фарерські острови | 2    |
| 7    | Алєксандру Дєдов      | Молдова           | 2    |
| 7    | Артур Йоніце          | Молдова           | 2    |
| 7    | Дмитро Ворнішел       | Молдова           | 2    |
| 7    | Ерік Бікфалві         | Румунія           | 2    |
| 7    | Константін Гінджовяну | Румунія           | 2    |
| 7    | Йоан Хора             | Румунія           | 2    |
| 7    | Раул Русеску          | Румунія           | 2    |
| 7    | Сабрін Сбурля         | Румунія           | 2    |
| 7    | Євгеній Баляйкін      | Росія             | 2    |
| 7    | Артем Дзюба           | Росія             | 2    |
| 7    | Алан Гатагов          | Росія             | 2    |
| 7    | Ігор Горбатенко       | Росія             | 2    |
| 7    | Олександр Кокорін     | Росія             | 2    |
| 7    | Павло Мамаєв          | Росія             | 2    |